# Vojvodinci
Vojvodinci (serbisch-kyrillisch Војводинци, rumänisch: Voivodinţ, ungarisch: Vajdalak, deutsch: Wojwodintz) ist ein Dorf in der nordserbischen Provinz Vojvodina.

## Geographie und Bevölkerung
Vojvodinci liegt in der Gemeinde Vršac im Bezirk südlicher Banat (serbisch: Okrug Južni Banat). Im Dorf lebt eine absolute Mehrheit ethnischer Rumänen, dank seiner Lage unmittelbar der serbisch-rumänischen Grenze, jedoch leben auch wenige Serben und Ungarn im Ort. Das Dorf hatte im Jahr 2002 417 Einwohner, während es 1991 noch 593 Bewohner waren. Das Dorf liegt 74 m über dem Meeresspiegel im Südosten der Pannonischen Tiefebene. Die Mehrheit der Einwohner ist christlich-orthodox.